# Dornier Delphin
Dimensions
Le Dornier Delphin, était un hydravion allemand, en métal, monomoteur, à aile haute. 

## Histoire
La première version, le Dornier Delphin I, est construite en 1920. C’est un hydravion à aile haute, avec un moteur situé au-dessus de l'avant d'une cabine qui peut accueillir quatre passagers. Le cockpit ouvert du pilote est situé également au-dessus de la cabine, juste derrière le moteur BMW IIIa de 190 ch, ce qui limite sa vision vers l’avant. Il effectue son premier vol le 14 novembre 1920.
Le poste de pilotage, pour deux personnes, est ensuite intégré à l’avant de la cabine, sous le moteur, pour le Dornier Delphin II qui effectue son premier vol en février 1924. Il est motorisé avec un BMW IIIa, un Isotta Fraschini A 10 de 250 ch ou un Rolls Royce Falcon III de 260 ch. La cabine peut désormais transporter six passagers.
La troisième et dernière version, le Dornier Delphin III, a une capacité de 10 passagers. Son moteur est un BMW VI de 600 ch. Il effectue son premier vol le 30 mars 1928. Trois exemplaires sont construits : le premier s'écrase en juin 1929, tuant son pilote et quatre passagers. Les deux suivants, construits en 1930, ne sont jamais vendus et sont mis à la ferraille.